# Nazar Baýramow
Nazar Karajaýewiç Baýramow (né le 4 septembre 1982 à Achgabat à l'époque en RSS du Turkménistan et aujourd'hui au Turkménistan) est un footballeur international turkmène qui évoluait au poste de milieu de terrain.
Son frère aîné, Wladimir, est également footballeur.

## Biographie

### Carrière en club
Il commence à jouer au football professionnel en 2001 avec une équipe du Turkménistan, le Köpetdag Achgabat. Ensuite il change d'équipe à peu près chaque saison en passant par le Kazakhstan, la Russie, l'Ukraine, le Turkménistan ainsi que l'Azerbaïdjan.
C'est dans ce pays qu'il joint en 2007 le Neftchi Bakou, club où il joue toujours.

## Équipes
- 1999 :  Köpetdag Achgabat
- 2000 :  Access Petropavl
- 2001 :  Köpetdag Achgabat
- 2001 :  Rubin-2 Kazan
- 2002 :  Zhenis Astana
- 2002-2004 :  Vorskla-Naftogaz Poltava
- 2004-2007 :  Karvan Yevlax
- 2007-2010 :  Neftchi Bakou
- 2011 :  Qizilqum Zarafshon
- 2013 :  FK Altyn Asyr
- 2014 :  Talyp Sporty Achgabat
- 2015 :  HTTU Achgabat
- 2016-... :  FK Achgabat

## Buts internationaux
| # | Date             | Lieu                         | Opposant            | Score | Résultat | Compétition                        |
| - | ---------------- | ---------------------------- | ------------------- | ----- | -------- | ---------------------------------- |
| 1 | 19 novembre 2003 | Achgabat, Turkménistan       | Afghanistan         | 11-0  | Victoire | Qualifications Coupe du monde 2006 |
| 2 | 30 octobre 2003  | Charjah, Émirats arabes unis | Émirats arabes unis | 1-1   | Égalité  | Qualifications Coupe d'Asie 2004   |
| 3 | 18 février 2004  | Achgabat, Turkménistan       | Sri Lanka           | 2-0   | Victoire | Qualifications Coupe du monde 2006 |
| 4 | 18 juillet 2004  | Chengdu, Chine               | Arabie saoudite     | 2-2   | Égalité  | Coupe d'Asie 2004                  |